# McLaren Solus GT

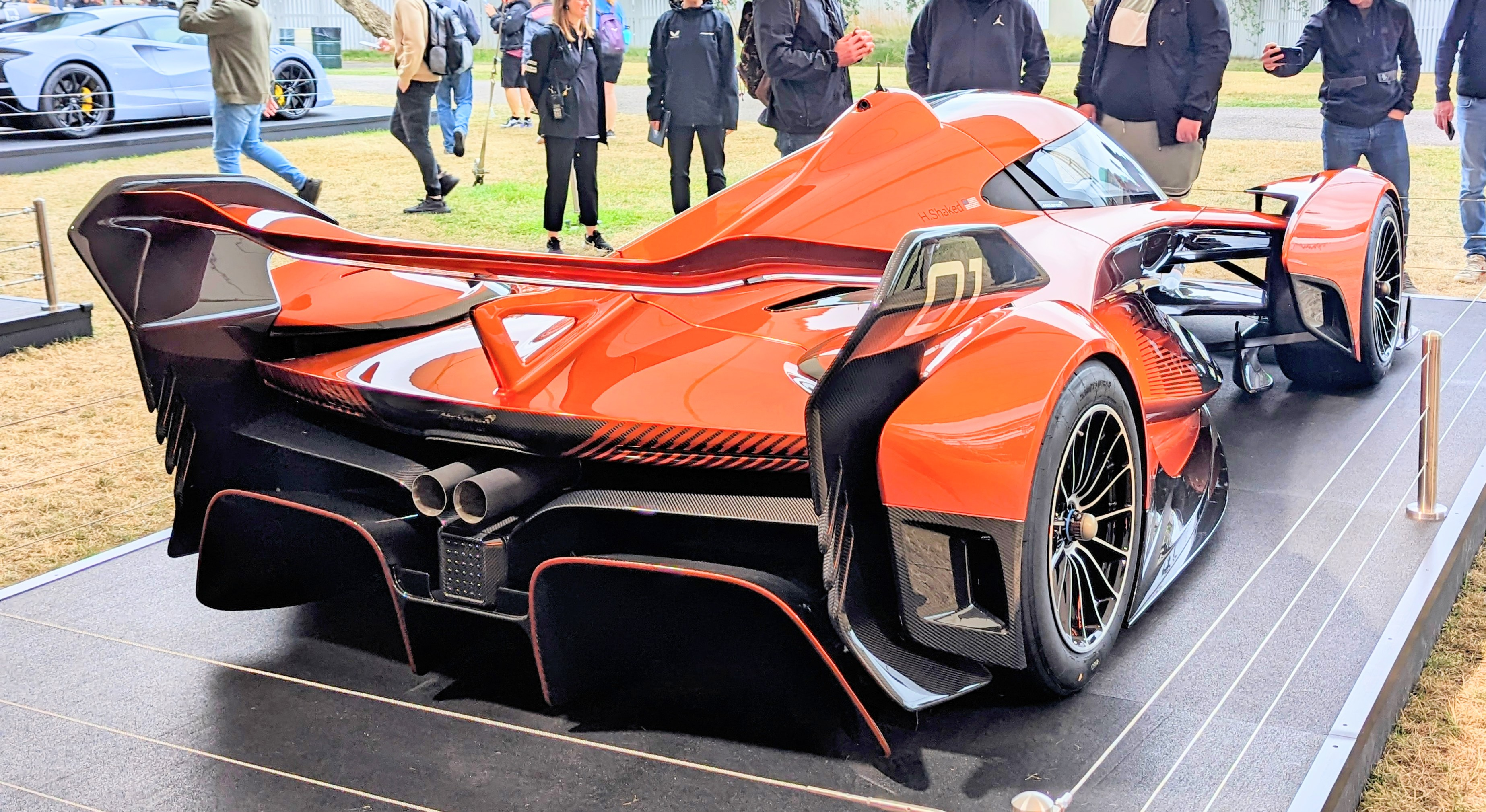
Heckansicht

Der McLaren Solus GT ist ein Singleseater-Supersportwagen ohne Straßenzulassung und ohne FIA-Homologation des britischen Automobilherstellers McLaren. Er wurde 2023 der Öffentlichkeit vorgestellt.

## Technik
Der McLaren Solus GT ist als Sportwagen mit Mittelmotor konstruiert. Das Monocoque besteht aus kohlenstofffaserverstärktem Kunststoff. Der über 10.000/min drehende 5,2-Liter-V10-Saugmotor leistet über 840 PS (632 kW) und gibt maximal 650 Nm Drehmoment ab. Er überträgt die Kraft über eine mit Kohlenstofffasern verstärkte Kupplung und ein sequenzielles 7-Gang-Getriebe mit rechtwinkligen Schaltwegen an die Hinterachse. Der Hersteller nennt eine Beschleunigung von 0–100 km/h (62 mph) in 2,5 Sekunden und eine Höchstgeschwindigkeit von über 320 km/h (200 mph).
Die Form der Karosserie, des Frontsplitters, des Heckflügels sowie des Unterbodens mit Diffusor erinnern eher an einen Le-Mans-Prototyp als an bisherige Modelle des Herstellers. Bei 240 km/h (150 mph) soll das Fahrzeug 12 kN Abtrieb produzieren. Das Fahrwerk wurde aus dem Motorsport abgeleitet und hat einstellbare Dämpfer und Federn. Gebremst wird mit Carbon-Keramik-Bremsscheiben.
2023 wurde der McLaren Solus GT im Rahmen des Goodwood Festival of Speed vorgestellt. Gebaut werden insgesamt 25 Exemplare, die aber alle bereits vor der öffentlichen Präsentation verkauft waren. Der Basispreis liegt bei rund vier Millionen Euro.

## Technische Daten
|                                      | McLaren Solus GT                              |
| ------------------------------------ | --------------------------------------------- |
| Bauzeitraum                          | ab 2024                                       |
| Motorbauart                          | Zehnzylinder-V-Motor                          |
| Hubraum Ottomotor                    | 5200 cm³                                      |
| Leistung Ottomotor                   | mind. 632 kW (840 PS) bei mind. 10.000/min    |
| Spezifische Leistung (Literleistung) | mind. 121,5 kW/l (mind. 161,5 PS/l)           |
| Drehmoment Ottomotor                 | 650 Nm                                        |
| Antrieb                              | Hinterrad                                     |
| Getriebe                             | Sequenzielles 7-Gang-Getriebe                 |
| Bremsen                              | innenbelüftete Carbon-Keramik-Scheibenbremsen |
| 0–100 km/h                           | 2,5 s                                         |
| Höchstgeschwindigkeit                | 322 km/h                                      |
| Leergewicht                          | 1000 kg                                       |
| Reifentyp                            | Michelin-Slicks                               |

## Konkurrenzumfeld
- Red Bull Racing RB17
- Aston Martin Valkyrie AMR Pro
- Ferrari FXX K und Ferrari FXX K Evo
- Bugatti Bolide
- Lamborghini Essenza SCV12
- McLaren Senna GTR

## Trivia
LEGO bietet den Solus GT – zusammen mit einem McLaren F1 LM in einem Speed-Champions-Bausatz an.